# Perdreauville
Perdreauville település Franciaországban, Yvelines megyében. Lakosainak száma 669 fő (2022. január 1.). Perdreauville Boissy-Mauvoisin, Bréval, Favrieux, Fontenay-Mauvoisin, Jouy-Mauvoisin, Ménerville, Rosny-sur-Seine, Saint-Illiers-la-Ville és Le Tertre-Saint-Denis községekkel határos.

## Népesség
A település népességének változása:
| Lakosok száma | 629  | 628  | 645  | 632  | 635  | 637  | 652  | 658  | 669  |
|               | 2013 | 2015 | 2016 | 2017 | 2018 | 2019 | 2020 | 2021 | 2022 |